# Torkington
Torkington – osada w Anglii, w hrabstwie Wielki Manchester, w dystrykcie Stockport. Leży 5 km od miasta Stockport. W 1901 roku civil parish liczyła 339 mieszkańców.